# Tamiasciurus mearnsi
Espèce
Statut de conservation UICN

 EN B1ab(iii,v) : En danger
Tamiasciurus mearnsi est une espèce de rongeurs de la famille des Sciuridés endémique du Mexique.